# Tavares (Familienname)
Tavares ist ein portugiesischer Familienname.

## Namensträger

### A
- Adilson Tavares Varela (* 1988), kapverdisch-schweizerischer Fußballspieler, siehe Cabral (Fussballspieler)
- Adryan Oliveira Tavares (* 1994), brasilianischer Fußballspieler, siehe Adryan
- Alberto Raposo Pidwell Tavares (1948–1997), portugiesischer Dichter, siehe Al Berto
- Ana Paula Ribeiro Tavares (* 1952), angolanische Historikerin und Dichterin
- Antenor Tavares (1921–1989), brasilianischer Rechtsanwalt und Politiker
- António Tavares (Sportschütze) (António Fial Tavares; * 1932), portugiesischer Sportschütze
- António Tavares (Schriftsteller) (* 1960), portugiesischer Journalist, Schriftsteller und Politiker
- António Tavares (Basketballspieler) (* 1975), portugiesischer Basketballspieler
- António Tavares Festas (1860–1920), portugiesischer Jurist und Politiker
- António Augusto Tavares (1929–2016), portugiesischer Historiker
- António Raposo Tavares (1598–1658), brasilianischer Bandeirante
- Aureliano Tavares Bastos (1839–1875), brasilianischer Politiker, Schriftsteller und Journalist

### B
- Bill Tavares (* 1963), US-amerikanischer Rennrodler

### C
- Carlos Tavares (* 1958), portugiesischer Industriemanager
- Chelsea Tavares (* 1991), US-amerikanische Schauspielerin
- Cláudio Tavares (Ruderer) (* 1964), brasilianischer Ruderer
- Cláudio Tavares (Fußballspieler) (* 1997), kapverdischer Fußballspieler

### D
- Daniel Tavares Baeta Neves (1911–1980), brasilianischer Geistlicher, Bischof von Sete Lagoas
- D’Jamila Tavares (* 1994), Leichtathletin aus São Tomé und Príncipe
- Dylan Tavares (* 1996), kapverdischer Fußballspieler

### E
- Elzira Tavares (* 1980), angolanische Handballspielerin
- Eugénio Tavares (1867–1930), kapverdischer Schriftsteller
- Ericsson Tavares (* 2001), portugiesischer Leichtathlet

### F
- Fábio Henrique Tavares (* 1993), brasilianischer Fußballspieler, siehe Fabinho
- Fernanda Tavares (* 1980), brasilianisches Model

### G
- Gilson Tavares (* 2001), kapverdischer Fußballspieler
- Gonçalo M. Tavares (* 1970), portugiesischer Schriftsteller

### H
- Hélder Tavares (* 1989), kapverdischer Fußballspieler

### I
- Inês Pires Tavares (* 2001), portugiesische Schauspielerin

### J
- Jair Tavares (* 2001), portugiesischer Fußballspieler
- João Tavares (Gouverneur) († nach 1588), portugiesischer Kolonialgouverneur
- João da Costa Tavares (1931–2009), pro-indonesischer Milizenführer und Verwaltungsbeamter in Osttimor
- João Jacintho Tavares de Medeiros (1844–1903), portugiesischer Jurist
- John Tavares (* 1990), kanadischer Eishockeyspieler
- John Tavares (Lacrossespieler) (* 1968), kanadischer Lacrossespieler
- José Severo Tavares (1820–1907), portugiesischer Konteradmiral
- José da Silva Tavares (* 1960), indonesischer Diplomat
- Juarez Bomfim Tavares (* 1965), brasilianischer Tänzer
- Juarez Estevam Tavares (* 1942), brasilianischer Rechtswissenschaftler
- Júlio Tavares (* 1988), kapverdischer Fußballspieler
- Júlio Tavares Rebimbas (1922–2010), portugiesischer Geistlicher, Bischof von Porto

### L
- Laura Tavares (* 1965), US-amerikanische Biathletin
- Leonardo Tavares (* 1984), portugiesischer Tennisspieler
- Lourença Tavares, kapverdische Menschenrechtlerin
- Luis Felipe Tavares (* 1949), brasilianischer Tennisspieler
- Luís Marçal da Costa Tavares, osttimoresischer Beamter
- Luiz Carlos Tavares Ferrao Amorim (* 1977), brasilianischer Radrennfahrer, siehe Luiz Amorim

### M
- Magnum Rafael Farias Tavares (* 1982), brasilianischer Fußballspieler
- Manoel Tavares (1933–2020), brasilianischer Fußballspieler
- Manuel Tavares de Araújo (1912–2006), brasilianischer Geistlicher, Bischof von Caicó
- Maria da Conceição Tavares (1930–2024), portugiesisch-brasilianische Wirtschaftsmathematikerin, Politikerin, Autorin und Hochschullehrerin
- Maria Leonor Tavares (* 1985), portugiesische Stabhochspringerin
- Mickaël Tavares (* 1982), kapverdisch-französischer Fußballspieler
- Miguel Sousa Tavares (* 1952), portugiesischer Schriftsteller und Journalist

### N
- Nuno Tavares (* 2000), portugiesischer Fußballspieler

### O
- Odeth Tavares (* 1976), angolanische Handballspielerin

### P
- Piedade Coutinho-Tavares (1920–1997), brasilianische Schwimmerin

### R
- Raquel Tavares (* 1985), portugiesische Sängerin
- Ricardo Neiva Tavares (* 1957), brasilianischer Diplomat
- Ricardo Aparecido Tavares (* 1987), brasilianischer Fußballspieler
- Rogério Tavares (* 1912; † unbekannt), portugiesischer Sportschütze
- Rosanna Tavares (1961–2006), brasilianische Sängerin, Perkussionistin und Gitarristin
- Rui Tavares (* 1972), portugiesischer Politiker

### S
- Salette Tavares (1922–1994), portugiesische Lyrikerin
- Sandra Taváres (Leichtathletin, 1962) (* 1962), mexikanische Leichtathletin
- Sandra Tavares (Leichtathletin, 1982) (* 1982), portugiesische Leichtathletin
- Sandra Tavares (Biologin), Portugiesische Biomedizinerin
- Sara Tavares (1978–2023), portugiesische Sängerin
- Sónia Tavares (* 1986), portugiesische Leichtathletin

### T
- Teodoro Mendes Tavares (* 1964), kapverdischer Geistlicher, Koadjutorbischof von Ponta de Pedras
- Teresa Tavares (* 1982), portugiesische Schauspielerin
- Tomás Tavares (* 2001), portugiesischer Fußballspieler

### U
- Urbano Tavares Rodrigues (1923–2013), portugiesischer Schriftsteller

### V
- Vicente de Paula Tavares (* 1972), brasilianischer Geistlicher, Weihbischof in Brasília

### W
- Walter Tavares (* 1992), kapverdischer Basketballspieler

### Y
- Yohan Tavares (* 1988), portugiesisch-französischer Fußballspieler